# Koreanischer Name

Hong Gil-dong, ein klassischer fiktiver koreanischer Name vergleichbar wie „Max Mustermann“ im Deutschen. Die Schreibung oben als Hangeul, danach als Hanja, ganz unten in lateinischen Buchstaben nach dem Umschriftsystem der revidierten Romanisierung.
Rot: Familienname „Hong“ – 홍 [洪]
Blau: Vorname „Gil-dong“ – 길동 [吉童]

Ein koreanischer Name besteht aus einem meist einsilbigen Familiennamen gefolgt von einem üblicherweise zweisilbigen Vornamen. In der Gegenwart findet man auch den dreisilbigen Vornamen. Auf Koreanisch bezeichnen die Begriffe Ireum (이름 [irɨm], wörtlich „Nennung“, rein koreanisch) und Seongmyeong (성명 [səŋ.mjə̩ŋ], wörtlich „Familienname plus Name“, sinokoreanisch) den kompletten Namen, bestehend aus Familienname (Seong) und Vorname (Ireum im engeren Sinne). Im Sprachgebrauch wird eher der Begriff Ireum verwendet, während auf amtlichen Dokumenten Seongmyeong zu lesen ist.

## Grundlagen
In Südkorea ist  die Romanisierung koreanischer Namen nicht amtlich geregelt; die Eltern können die romanisierte Schreibung des Namens ihres Kindes bestimmen, das seinen Namen später möglicherweise aber auch anders romanisieren wird. Oft wird spontan und ohne Zuhilfenahme etablierter Systeme (revidierte Romanisierung, McCune-Reischauer) entschieden. Erschwerend kommt hinzu, dass viele, aber nicht alle Koreaner im Kontakt mit westlichen Menschen ihren Namen in westlicher Reihenfolge nennen. Wenn es sich nicht um einen der populären Namen wie Kim, Park oder Lee handelt, hilft es, sich daran zu erinnern, dass der Eigenname meist zweisilbig ist. Die Silben werden durch Leerzeichen, mit Bindestrich oder gar nicht getrennt.
Heiraten zwischen Personen aus einer Familie mit demselben Stamm wurden erst durch eine Gesetzesänderung von 2005 möglich. Um unterscheiden zu können, ob zwei Personen mit demselben Familiennamen derselben Familie angehören, werden sie nach ihrem bon (Hangeul: 본; Hanja: 本; wörtlich: „Stamm des Baums“) gefragt, also dem Stammort ihrer Familie. Stammorte der Familien sind traditionell in Jokbo (Stammbaum) festgehalten. Amtsregister werden erst seit Anfang des 20. Jahrhunderts unter westlichem Einfluss verwendet.
Insgesamt gibt es nur rund 300 Familiennamen. Zur eindeutigen Identifikation kann es daher hilfreich sein, den Familien- und Eigennamen zu nennen, wenn man jemanden anspricht.
Zur Anrede (hoching, 호칭) werden in vielen Fällen Titel oder andere Wörter an den Namen angehängt oder ersetzen diesen ganz; den Namen allein zu benutzen und die Zusätze wegzulassen, ist in den meisten Situationen unüblich. Jemanden nur mit dem Eigennamen anzusprechen, ist nur unter gleichaltrigen Freunden sowie gegenüber jüngeren Menschen oder Kindern üblich.
Es gibt zwei herkömmliche Systeme zur Benennung von Eigennamen, eines auf der Grundlage von Hanja-Zeichen und das andere auf der Grundlage koreanischer Wörter.
Im Gegensatz zur westlichen Kultur gibt es in Korea keine typischen Eigennamen oder Namensmodelle. Stattdessen wird prinzipiell bei jedem Neugeborenen ein neuer individueller Eigenname kreiert, wozu eine gewisse Kenntnis der koreanischen Schrift (Hanja) notwendig ist. Diese Aufgabe wird traditionell vom ältesten männlichen Familienmitglied in väterlicher Linie übernommen. Alternativ wird eine Agentur aufgesucht, die sich auf das Kreieren von Eigennamen spezialisiert hat („jakmyeongso“, 작명소).
Anders als Vornamen des deutschsprachigen Raums sind viele Vornamen der Koreaner nicht zwingend für Jungen oder Mädchen ausgeschlossen. Männer und Frauen können gleich lautende Eigennamen tragen. In der Regel erhalten die Neugeborenen jedoch geschlechtstypische Namen. Jeder Koreaner erkennt meistens problemlos das Geschlecht des Eigennamens an seiner Endung, aber auch an seinem Klangwert.
Wenn man etwas über eine Person liest und kein Bild dabei ist, ist man dennoch oft auf den Eigennamen als einzigen Hinweis auf das Geschlecht der Person angewiesen, da die Endungen von Verben und Adjektiven sowie Angaben zur Position innerhalb einer Organisation (z. B. „Abteilungsleiterin“) ebenso wie alle Titel und Berufsbezeichnungen geschlechtsneutral sind und die Benutzung von Pronomina wie geunyeo (그녀; „sie“ Singular) in den meisten Fällen ein Merkmal von Ausländersprache oder Respektlosigkeit ist.

### Hanja-basierte Namen
Eigennamen werden in der Regel aus sinokoreanischen Schriftzeichen gebildet, die jeweils eine Silbe ergeben. Die jeweiligen Hanja-Zeichen tragen immer eine Bedeutung, die im Einklang miteinander eine weitere interpretierbare Bedeutung für die Person haben können. Wie in vielen anderen Kulturen auch liegt es oftmals in Verbindung mit der zukünftigen Persönlichkeit, Erscheinung, Zielen, Besonderheiten und vielleicht auch "Schicksal" der Person, die die Eltern bei der Geburt sich für das Kind wünschen oder einzuschätzen wollen. Aufgrund der Homophonie des Koreanischen sind diese meist erst durch die Schriftform erschließbar. Oft tragen alle männlichen Verwandten einer Generation einen Namen, der in einer der beiden Silben gleich ist; dies gilt nur für diejenigen, deren Vorfahren gewissermaßen Yangban waren und so ihren Jokbo (Stammbaum) geführt haben. Sonst ist die Wahl des Eigennamens ganz frei. Im Gegensatz zur westlichen Welt behält eine Frau bei der Heirat ihren Familiennamen, die Kinder tragen dann den Familiennamen des Vaters.

### Rein-koreanische Namen (Sunurimal)
Ebenfalls gibt es sogenannte "Pur-koreanische" Eigennamen (sprich: Wörter koreanischen Ursprungs); zu den beliebteren nicht Eigennamen zählen Hana (하나, wörtlich „eins“ oder „groß“ je nach Kontext), Bora (보라 „Violett“), Binna (빛나; etwa „Leuchten“), Nari (나리; „Lilie“), Nara (나라 „Land“), Iseul (이슬; „Tau“), Haneul (하늘; „Himmel“), Uri (우리 „Wir/Uns“), Areum (아름 „Schönheit“), Nabi (나비 „Schmetterling“), Seulgi (슬기 „Weisheit“).
In der Vergangenheit war dies die gängigste Methode der Namensgebung für Kinder.

## Historische Entwicklung
Bis zur Drei-Reiche-Zeit und dementsprechend vor dem Kontakt mit China, gab es ausschließlich Namen auf Altkoreanisch. Diese wurden mit verschiedenen Schriftsystemen, wie Idu, Hyangchal oder Gugyeol niedergeschrieben, die chinesische Schriftzeichen für ihren phonologischen anstatt ihren semantischen Wert verwenden. Die Hundok-Lesung, ähnlich zum Kun-yomi in Japan, erlaubt es chinesische Zeichen auf Koreanisch zu lesen. Hyeokgeose (朴赫居世居西干) heißt dann beispielsweise Beolgeunuri, bestehend aus Hyeok (赫; „leuchtend (rot)“), geo (居), welches das koreanische Inflektiv 은 -eun repräsentiert und se (世; „Welt“). Entsprechenderweise ist die koreanische Lesung dessen Beolgeunuri [pəɺkɨnuri] Geoseogan [kəsekan]. Palk (밝) stammt vom Mittelkoreanischen ᄇᆞᆰ Polk [pɒk̚] („hell“) verbunden durch -eun mit 누리 nuri, dem koreanischen Wort für die Welt. Letzteres ist sein Herrschertitel.

## Beispiele
- In dem Namen Kim Il-sung (김일성 oder 金日成) bedeutet Il-sung (일성 oder 日成) „werden wie die Sonne“.
- In dem Namen Kim Jong-il (김정일 oder 金正日) bedeutet Jong-il (정일 oder 正日) „aufrechte Sonne“.
- In dem Namen Park Chung-hee bedeutet Chung-hee (정희 oder 正熙) „recht und glänzend“.
- In dem Namen Jo Gwang-jo bedeutet Gwang-jo (광조 oder 光祖) „glänzender Vorvater“.

## Baekseong (die „Hundert Namen“)
Baekseong (wörtlich: „hundert Namen“ genauer: „hundert Familienamen“, stellvertretend für die hundert häufigsten Familien) ist die aus dem Chinesischen stammende Bezeichnung für das gemeine Volk.

## Die zehn häufigsten Familiennamen in Südkorea
Rund 45 % der südkoreanischen Bevölkerung tragen einen der drei häufigsten Familiennamen 김 (Kim), 이 (Lee) und 박 (Park). In Nordkorea dürften die Familiennamen ähnlich verteilt sein.
| Rang | Hangeul   | Hanja | Romanisierungen            | Romanisierungen | Anzahl der Südkoreaner | Bedeutung                |
| Rang | Hangeul   | Hanja | üblich                     | revidiert       | Anzahl der Südkoreaner | Bedeutung                |
| 01.  | 김        | 金    | Kim                        | Gim             | 9,9 Mio. (21,6 %)      | Gold*, Metall            |
| 02.  | 이 / (리) | 李    | Lee, Yi, Rhee, I, Ri       | I (Ri)          | 6,8 Mio. (14,8 %)      | Pflaume                  |
| 03.  | 박        | 朴    | Park, Pak, Bak, Bakh       | Bak             | 3,9 Mio. (08,5 %)      | Magnolie                 |
| 04.  | 최        | 崔    | Choi, Chwe, Choe           | Choe            | 2,2 Mio. (04,7 %)      | imposant, hochragend     |
| 05.  | 정        | 鄭    | Cheong, Chung, Jung, Jeong | Jeong           | 2,0 Mio. (04,4 %)      | feierlich, ernst         |
| ---- | --------- | ----- | -------------------------- | --------------- | ---------------------- | ------------------------ |
| 06.  | 강        | 姜    | Kang, Gang                 | Gang            | 1,4 Mio. (02,4 %)      | Ingwer                   |
| 07.  | 조        | 趙    | Cho, Jo                    | Jo              | 1,3 Mio. (02,2 %)      | Zhao                     |
| 08.  | 윤        | 尹    | Yoon, Yun                  | Yun             | 1,2 Mio. (02,1 %)      | Ortsvorsteher, Präfekt   |
| 09.  | 장        | 張    | Chang, Jang                | Jang            | 1,2 Mio. (02,1 %)      | Bogen anspannen, spenden |
| 10.  | 임 / (림) | 林    | Lim, Im                    | Im (Rim)        | 0,98 Mio. (1,7 %)      | Wald                     |

Verteilung der Familiennamen in Südkorea:
김(金) – Kim, Gim
이(李) – Lee, Yi, Rhee
박(朴) – Park, Pak
최(崔) – Choi, Chwe, Choe
정(鄭) – Chung, Cheong, Jung, Jeong

*) Im modernen Hochkoreanischen ist das Wort für Gold (金) Geum (금) gesprochen, bei Familiennamen hingegen wird 金 im Hangeul als 김 geschrieben und als Gim/Kim ausgesprochen.
Der Rest der Bevölkerung verteilt sich auf etwa 240 weitere Familiennamen.

## Mehrsilbige Familiennamen
2000 wurden in einer südkoreanischen Volkszählung 43.090 Träger eines der folgenden acht mehrsilbigen Familiennamen unter 45.985.289 Personen insgesamt erfasst.
| Rang | Anzahl Träger | Hangeul | Hanja | Revidierte Romanisierung |
| ---- | ------------- | ------- | ----- | ------------------------ |
| 1.   | 18.743        | 남궁    | 南宮  | Namgung                  |
| 2.   | 09148         | 황보    | 皇甫  | Hwangbo                  |
| 3.   | 04444         | 제갈    | 諸葛  | Jegal                    |
| 4.   | 04307         | 사공    | 司空  | Sagong                   |
| 5.   | 03560         | 선우    | 鮮于  | Seonu                    |
| 6.   | 01861         | 서문    | 西門  | Seomun                   |
| 7.   | 00.807        | 독고    | 獨孤  | Dokgo                    |
| 8.   | 00.220        | 동방    | 東方  | Dongbang                 |

Damit trug im Jahr 2000 weniger als jeder tausendste Bürger einen dieser Familiennamen. Es können allerdings weitere Träger mehrsilbiger Familiennamen in den Mengen „Unbekannt“ (7900 Personen) und „Sonstige“ (1054 Personen) enthalten sein. Haushalte von Ausländern wurden nicht mitgezählt.